# Alpár (keresztnév)
Az Alpár török eredetű régi magyar férfinév, jelentése: hős férfi.

## Gyakorisága
Az 1990-es években szórványosan fordult elő, a 2000-es és a 2010-es években nem szerepel a 100 leggyakoribb férfinév között.
A teljes népességre vonatkozóan a 2000-es és a 2010-es években az Alpár nem szerepelt a 100 leggyakrabban viselt férfinév között.

## Névnapok
- március 27.[2]
- június 14.[6]
- szeptember 5.[2]

## Híres Alpárok
„Alpár” utónevű személyek szócikkeinek listája a Wikidata alapján